# Okretno magnetsko polje
Okretno magnetsko polje je magnetsko polje čiji smjer rotira u prostoru, a može se dobiti na dva načina:
- mehaničkom rotacijom magneta (permanentnog ili elektro)
- zbrajanjem fazno pomaknutih izmjeničnih magnetskih polja

Prvi se način koristi u generatorima i poznat je još od Faradaya. Drugi način je prvi ostvario Nikola Tesla u svom izumu indukcijskog motora korištenjem dviju izmjeničnih struja fazno pomaknutih za 90°. Dvije faze se i danas koriste u motorima koji se spajaju na jednofaznu električnu mrežu (druga se faza dobiva umjetno - npr. pomoću kondenzatora), dok se motori veće snage spajaju na trofaznu mrežu kod koje su struje fazno pomaknute za 120°.